# Pleurotrocha robusta
Pleurotrocha robusta är en hjuldjursart som först beskrevs av Glascott 1893.  Pleurotrocha robusta ingår i släktet Pleurotrocha och familjen Notommatidae. Inga underarter finns listade i Catalogue of Life.